# Ospedale Roberto Binaghi
L'ospedale Roberto Binaghi è un ospedale di Cagliari, situato nel quartiere di Monte Urpinu.

## Storia
Dopo la prima guerra mondiale la Sardegna risultava la prima regione in Italia per decessi correlati alla tubercolosi, con una media di 314 decessi annui ogni 10 000 abitanti. In assenza di una terapia, il trattamento consisteva prevalentemente nella quarantena dei malati. In città gli stessi vennero inizialmente ospitati all'Ospedale San Giovanni di Dio e all'Ospedale Marino situato al Poetto. Grazie ai finanziamenti dell'Istituto nazionale della previdenza sociale (in seguito all'istituzione dell'assicurazione generale obbligatoria) fu costruito il sanatorio di via Is Guadazzonis.
Venne inaugurato il 28 ottobre 1938 e fu inizialmente intitolato al medico Carlo Forlanini, allo stesso modo dell'ospedale romano inaugurato un anno più tardi (anch'esso dotato di verande per la fototerapia e dei vasistas che favorivano il ricambio dell'aria allo scopo di disperdere i Mycobacterium tuberculosis). Fu intitolato a Roberto Binaghi (già allievo di Angelo Roth, direttore dell'Ospedale Marino e rettore dell'Università degli Studi di Cagliari) nel 1973 dopo l'istituzione del servizio sanitario nazionale, che dopo la scomparsa della malattia segnò la sua conversione a presidio ospedaliero passando sotto la competenza dell'azienda sanitaria locale.
Diventato negli anni duemila un presidio dedicato alla sclerosi multipla, durante la pandemia di COVID-19 ha ospitato reparti dedicati all'ospedalizzazione delle persone colpite dal virus. Al 2023 è un centro di somministrazione del vaccino anti-COVID-19, e il 30 settembre dello stesso anno è stato aperto un nuovo reparto dedicato alla terapia del dolore, inaugurato dal presidente della regione Christian Solinas.

## Dipartimenti

### Unità Operative
- Centro Regionale Trapianti
- Centro Sclerosi Multipla
- Genetica medica
- Pneumologia Territoriale

### Servizi
- Anestesia e Terapia Antalgica
- Struttura Semplice Dipartimentale Terapia Del Dolore
- Banca del Sangue Cordonale
- Blocco Operatorio
- Cardiologia
- Centro Donna
- Centro antifumo
- Diabetologia
- Fisiopatologia e F.K.T. Respiratorio
- Laboratorio Analisi
- Farmacia
- Servizio di Radiologia

## Collegamenti
È raggiungibile dall'uscita Monte Urpinu dell'Asse Mediano di Scorrimento o con le linee del CTM 3, 5, 6 e 10 del trasporto pubblico locale.